# Меланезийский земляной дрозд
Меланезийский земляной дрозд (Zoothera margaretae) — вид воробьиных птиц из семейства дроздовых.

## Распространение
Эндемики Соломоновых Островов. Живут в лесах острова Сан-Кристобаль.

## Описание
Длина тела 23 см. Самцы оливково-коричневые сверху. На крыльях по два ряда точек, формирующие своеобразные полоски на крыльях. Снизу, от горла до нижней части брюшка, птица покрыта узором в виде чешуек, причём чешуйки имеют коричневые края. Клюв почти чёрный, ноги слегка телесного цвета.
Самки отличаются от самцов только некоторыми деталями окраски.

## Охранный статус
МСОП присвоил виду охранный статус NT.